# اووادا تتسوئو
اووادا تتسوئو (به ژاپنی: 小和田哲男) (تولد اول فوریه ۱۹۴۴) یکی از محققان تاریخ ژاپن و یکی از استادان مشهور دانشگاه شیزوئوکا است. تخصص وی در زمینه دوره سنگوکو به ویژه خاندان ایماگاوا است.